# Polygonum fowleri
Polygonum fowleri är en slideväxtart som beskrevs av B.L. Robins.. Polygonum fowleri ingår i släktet trampörter, och familjen slideväxter.

## Underarter
Arten delas in i följande underarter:
- P. f. fowleri
- P. f. hudsonianum